# Liodytes alleni
Espèce
Synonymes
- Helicops alleni Garman, 1874
- Regina alleni (Garman, 1874)

Statut de conservation UICN

 LC  : Préoccupation mineure
Liodytes alleni est une espèce de serpents de la famille des Natricidae. 

## Répartition
Cette espèce est endémique des États-Unis. Elle se rencontre dans le sud de la Géorgie et en Floride,.

## Étymologie
Cette espèce est nommée en l'honneur de Joel Asaph Allen.

## Publication originale
- Garman, 1874 : Description of a New Species of North American Serpent, Proceedings of the Boston Society of Natural History, vol. 17, p. 92-94 (texte intégral).